# 猫ピッチャー
『猫ピッチャー』（ねこピッチャー）は、そにしけんじによる日本の漫画。タイトルのコマには「直球一本勝負」と入る。

## 概要
読売新聞の日曜版において2013年4月7日より連載開始。同紙日曜版での23コマ漫画の連載は、『あたしンち』以来約1年ぶりである。
架空のプロ野球リーグ「セロリーグ」の野球チーム「ヨリウミニャイアンツ」に所属するプロ野球界初の猫投手・ミー太郎（1歳）が、相手チームの強力打線に猫ならではの珍プレー好プレーで立ち向かうギャグマンガ。もう1つのリーグは「パセリーグ」。
読売新聞社が発行する英字新聞『ジャパン・ニューズ』では本作の英訳版が掲載されている。また、読売中高生新聞にて『猫ピッチャー番外編 勇者ミー太郎の大冒険』も連載されている。
第5巻（2016年9月）時点で累計発行部数は50万部。2017年に小説版が小学館ジュニア文庫より刊行した。
第7巻でミー太郎が2歳に、第11巻で3歳になる。No.612の開幕戦時点では4歳になっている。
2023年3月12日・3月19日の連載は特別編①・②として、WBG（ワールドベースボールゲームズ）を描いた。

## 登場人物
担当声優はテレビアニメ版のもの。

### セロリーグ

#### ヨリウミニャイアンツ（N）

##### ミー太郎
ミー太郎
声 - しまおまほ
主人公の1歳の猫で、プロ野球史上初の「猫投手」として試合に出場している。右投げ右打ち。背番号は「222」。身長40cm、体重3kg。オス、雑種。ローテーションは中6日、デビュー時の契約金はネコ缶1年分・年俸はドライフード12箱（シーズン開幕後に再交渉に出向きネコ缶2,000缶も追加）+出来高（かつお節）。
周囲からは愛称の「ミーちゃん」で呼ばれる。作中では主に「ミ〜」と鳴くのみだが、捕手の平野を初めニャイアンツの選手とは意思疎通が出来ている。
球種は最高時速150kmの直球のみだが、リリースポイントの低さやコントロールの良さも相まって、数々の選手を圧倒する。「スライニャー」「ニャックルボール」などといった風変わりな「魔球」を披露し、時には実際に変化球の投球も試みるが、大抵は無変化の直球に終わることが多い。唯一成功したのはチェンジアップのみである。
“マウンド上・塁上で居眠りをする”“バットやピッチャープレートで爪をとぐ”“ユニフォームやグラブを身につけない”“高いところ（マウンド上や本塁を除いた塁上）が好き”“濡れるのが嫌で、雨が降ると降板を要求する”など、試合中に猫の習性が出てしまい、それが好転に向かうことも裏目に出ることもある。また、「猫である」ことが猫好きの打者に対しては強力な武器となる（一方で犬好きの打者を苦手にしている）ため、相手スタメンが猫好きのみだった試合で完全試合を達成したが、本人は猫扱いされることを嫌っている。
セロリーグは指名打者制度を採用していないため、猫であっても打席の機会が回ってくる。その身長の低さからストライクゾーンが非常に狭いため四球での出塁が多い一方、本人は安打ないしは本塁打を打つことを夢見ており、用具メーカーが専用で製作したバットを持って打席に立つこともある。また、猫の動体視力の良さを活かし確実にジャストミートは出来るが、力負けして平凡な飛球を連発する。ただし、1度だけ他選手のバントを真似て内野に転がすことに成功し、安打を記録した。また、サヨナラランニングホームランを決めたこともある。オールスターゲームには3回出場している（No.517時点）。オープン戦最終戦を経てプロ入り4年目を迎えようとしている（No.611時点）。
- 第1シーズンの成績
  - 9勝3敗・タイトル2つ（新人王・盗塁王）を獲得。年俸は3倍（ネコ缶の単価比）に増加したが、前年と違う種類（ネコ缶ゴールド）の匂いが気に入らず交渉決裂。味を理由に前年よりグレードを落としたレギュラー缶+高級かつお節1年分で確定した。

##### その他の選手
平野
捕手。試合ではミー太郎とバッテリーを組む。背番号は「23」。初対面の時、近眼のためにミー太郎が猫であることに動じず（気付かず）投球を受けたことをきっかけに、登板する際の正捕手を任されている。身長168cm。WBGでもミー太郎とバッテリーを組んだ。
山本
リリーフ投手（右投げ）。背番号は「33」。ミー太郎が登板日を忘れた時、急遽先発として緊急登板したことがある。身長170cmとそれほど高くはないが、ミー太郎からの継投を受けた際に対比で大きく見える事から、ひそかに「ビッグガイ」と呼ばれている。
英須 英司（えいす えいじ）
投手（右投げ）。背番号は「18」。ニャイアンツのエース投手で、最速156kmのストレートを武器に高速スライダーやチェンジアップなどをあやつる。球速向上を狙うミー太郎へアドバイスを送ることもある。身長187cm。
芦林（あしはやし）
ニャイアンツ一俊足の選手。背番号は「31」。ミー太郎の必殺投法「三つ子ボール」の際は低空で丸まるなど、器用な一面も見せる。
大嶋 大輔（おおしま だいすけ）
チームの4番打者。背番号は「44」。26歳。身長195cm。
木遣（きづかい）
外野手。ミー太郎登板時は主にライトを守る。背番号は「28」。大の犬好きであるが（飼い犬の名前は「ラッシー」）、犬が苦手なミー太郎のために試合前に犬の毛を払うなど、細かな努力を行っていた。身長180cm。
清好（きよすき）
外野手。ミー太郎登板時は主にレフトを守る。背番号は「10」。ニャイアンツ一オシャレで綺麗好きな選手として知られる。
ボブ
外国人選手。ミー太郎にスポーツドリンクを飲ませるなど、少しずれたところがある。
ジャック・パワー
外国人選手。身長205cm。
ジョン・クーガー
外国人投手。身長203cm。
勾利（まがり）
投手。変化球の質はニャイアンツ一とされる。
守野（もりや）
入団6年目の三塁手。自身の目標として「日本一の三塁手」を掲げる。
猪瀬
渡辺の代わりに一軍登録された。No.295で登場。
不動（ふどう）
投手。新加入のセットアッパー。背番号は「11」。No.443で登場。
古川
打撃投手。ミー太郎デビューの前の年に引退したばかりで、練習でミー太郎のストライクゾーンに投げ込む内にアンダースロー投法と低めに変化球を投げる技術を習得したことで現役復帰が決まるも、登板する直前にミー太郎が原因で試合終了し実現しなかった。
新（あたらし）
一軍に昇格したばかりの新人選手。No.518で登場。
三本（みつもと）
投手。背番号は「3」。No.592で登場。
謎田（なぞた）
新加入の投手。背番号は「0」。No.592で登場。

##### 監督・コーチ
井狩 治（いかり おさむ）
声 - 宮崎吐夢
監督で、ミー太郎のニャイアンツ入団を決めた張本人。背番号は「888」。毎試合指示を飛ばしながらミー太郎を優しく見守る。身長173cm。
サブマネジャー
一軍のサブマネージャー。ミー太郎を獲得した井狩監督に対して小馬鹿にした態度を取り、当初はミー太郎をも単なる猫と扱っていた。回が進むにつれてきちんとした対応で接するようになったものの、以前の行いが原因でミー太郎から敬遠されている。身長167cm。
玉見 輝世（たまみ てるよ）
一軍投手コーチ。投球指導をしながら、ミー太郎らと共に新たな「魔球」の開発を行う。字、特にサインが極めて汚い。WBGでもピッチングコーチを務めた。
大神（おおかみ）
一塁ベースコーチ。No.452で登場。
宇津宮（うつみや）
打撃コーチ。No.610で登場。

##### 球団スタッフ・フロント
山村
数多くのピッチャーのマッサージを担当してきたベテランのトレーナー。当初は猫であるミー太郎へのマッサージへ困惑を覚えていたものの、後に上手く打ち解ける。
オーナー
チームオーナー。井狩へ（酔った勢いの冗談で）猫を選手として獲得するよう提言する。
村上
選手の年俸査定担当者。猫アレルギー。
岩谷
テクニカルスタッフ。フォーム確認に使うビデオ映像の撮影を担当。
金元
経理一筋の球団スタッフ。ミー太郎の年俸であるキャットフードの宣伝を調べるなどのリサーチに余念のない人物。No.318で登場。
飯田 戯礼男（いいだ じゃれお）
「ニャイアンツ球場」物販部の部長。ダジャレが大好き。No.460で登場。
堂宮（どうぐう）
ニャイアンツのベテラン用具係。ミー太郎から依頼され、爪切りやブラッシングも担当する。No.496で登場。
ニャッピー
猫を模したチームのマスコットキャラクター。背番号は無限大（第11巻127ページ）。ミー太郎はその見た目を大の苦手としている。
亜久田（あくた）さん
ニャッピーのスーツアクター。着ぐるみの外見が苦手なミー太郎も亜久田さんは大好きで、見つけるとスリスリごろごろする。また、ミー太郎に気に入られようと、ニャッピーの顔出しバージョンを作ったが失敗したこともある。
ニャンシー
猫を模したチームのマスコット。こちらはメス。ニャッピーとは違い、ミー太郎は苦手では無い様子である。

#### シマシマケープ（C）
縦嶋（たてじま）
監督。「ねこのひみつ」という本を参考にして、対抗策を練るが、いつも惜しい結果に。
極見（きわみ）
野手。背番号は「38」。ミー太郎のしっぽの動きで出たサインが違うことを見ぬいた。
田中 有（たなか ゆう）
先発投手。
江ヶ津内（えげつない）
一塁手。目的のためには手段を選ばず、ミー太郎をアウトにするために講じた作戦の練習のし過ぎで足がつりやすくなってしまった。
マイク・フィッシャー
1番打者。背番号は「27」。かつてメジャーリーグのMVPだった。ミー太郎を野良猫と勘違いした。
シマさん
ケープのマスコットキャラクター。

#### 浜辺（はまべの）ベニスターズ（B）
白波（しらなみ）
監督。「智将」と呼ばれており、ミー太郎攻略のために様々な手段を駆使する。
柵越 東吾（さくごえ とうご）
チームの4番打者を務めるリーグ一のホームランバッター。背番号は「77」。以前はトラネコの「トラの助」を飼っていたが、亡くなってしまう。ミー太郎がニャイアンツの選手以外で信頼している数少ない人物で、オールスターゲームでは知らない選手だらけでミー太郎が怖がっていたところ、チームメイトとなった柵越選手と会ったことで安心している。ミー太郎から自身通算500打点のヒットを打った際、飼うことにしている保護猫を「五百（いお）」と命名することを決める。
良打（よしうち）
セロリーグの首位打者。ミー太郎の投球は苦手としている。
衣樫（ころがし）
左打者でセーフティーバントの名手。No.406で登場。
針穴 通（はりあな とおる）
「球界一コントロールのいい投手」とされ、変化球でもミー太郎の狭いストライクゾーンへ悠々と投げ込む制球力を持つ。
木和戸井（きわどい）
きわどいコースに投げる投手。No.430で登場。
コッカー
外国人選手。外野（レフト）を守っていたがワンポイントリリーフ（犬ポイントリリーフ）を務めた。コッカー・スパニエルを髣髴とさせる長髪の風貌でミー太郎に恐怖を与えたが、全くコントロールが定まらず結果はフォアボール。No.413で登場。
バルーン
外国人選手。背番号は「80」。打席に立つ時、風船ガムを噛んでいる。No.420で登場。
鬼似田（おににた）
一塁手。顔は怖いがやさしいと言われている。No.501で登場。
当留 秀一（あてる しゅういつ）
苦手なコースがなく選球眼も優れる右打者。ミー太郎との対戦ではファウルで粘るも、最後は外のボール球につい手を出して空振りし、連続無三振が29打席でストップした。背番号は「34」。No.628で登場。
ザ・スター
ベニスターズのマスコットキャラクター。

#### ハヤイゾタイヤーズ（H）
短木（たんき）
監督。非常に短気な人物。オールスターゲームでは全セの監督。
ビッグ・マックス
来日・入団したばかりの新外国人選手。犬が好きであることから対ミー太郎攻略用として起用されたものの、時差ボケで凡退してしまう。
苫戸井 杉留（とまどい すぎる）
野手。背番号は「87」。23歳。毎回ミー太郎の“魔球”に戸惑い、打ち取られている。守備が上手い。
対ミー太郎用として「ひねり返し打法」を発案した。
立浜（たてはま）
右翼手。背番号は「17」。猫好きのために抑えられる。
美白（みしら）
二塁手。背番号は「6」。猫好きのために抑えられる。
石橋
一塁手。背番号は「32」。犬好きであるため、悠々と投球を打ち返した。
長井 柔（ながい やわら）
一塁手。背番号は「11」。手足が長くて体も柔かい。No.414で登場。
四輪（よつわ）
中堅手。背番号は「44」。一軍登録されたばかりで情報が無かったものの、ウグイス嬢が「犬好き」との情報を流す。
捕天座（ほてんざ）
キャッチャー。オールスターゲームでミー太郎の球を受けた。No.306で登場。
なお、名前の由来はブリヂストンのタイヤ、ポテンザから（第10巻7ページ）。
三毛山（みけやま）
投手。背番号は「3」。No.592で登場。
比礼利（ぴれり）
最高時速160kmの投手。背番号は「0」。No.594で登場。
Mr.タイヤん
タイヤーズのマスコットキャラクター。

#### 中辛（ちゅうから）ダイコンズ（CD）
卸金（おろしがね）
監督。投手出身で、ミー太郎の投手としての素質を高く評価している。
犬飼（いぬかい）
野手。背番号は「44」。犬好きであり、ミー太郎との対戦を得意とする。4番打者（No.454）。
犬好（いぬよし）
野手。背番号は「11」。“超”が付くほどの犬好き。
長井（ながい）
背番号は「18」。球界最年長の45歳で、様々な変化球を駆使する打たせて取るタイプ。
ダイナマイコン
ダイコンズのマスコットキャラクター。

#### ヤキトリスズメーズ（S）
鳥川（とりかわ）
監督。敵チームの監督ながら、ミー太郎に対して比較的友好的な態度を示している。
打倒ミー太郎のため、容姿や動作が鳥に似た選手を集めた「トリプルとり打線」を組んだ。
比横（ひよこ）
1番打者。容姿がひよこに似ている。No.612でも1番を任された。
小山（おやま）
1番打者。比横の代打としてベンチに下げられる。
大犬鋤（おおいぬすき）
3番打者。ミー太郎が一度も三振を取ったことのない苦手とする相手。
似鳥（にたとり）
4番打者。打率.333に本塁打26本を打つ実力派で、風貌も仕草も鳥に非常に似ている。
鳥木田（とりきた）
7番打者。仕草が鳥に似ている。No.612の「鳥づくし打線」では2番打者。
花園（はなぞの）
8番打者。
井上（いのうえ）
9番打者、上手投げの投手。
鳥本（とりもと）
投手。武器は「つばめカーブ」。No.385で登場。
スピードマン
外国人投手。時速165kmの球を投げる。No.409で登場。
加茂目（かもめ）
No.457で登場。1番打者。つながった付け眉毛を動かしてカモメのように見せて、ミー太郎を翻弄した。
No.612の「鳥づくし打線」では3番打者。
大沢木（おおさわぎ）
スズメーズ一の元気印。No.490で登場。
スズの助
スズメーズのマスコットキャラクター。

### パセリーグ

#### ソフトクリームホーバルス（Sh）
ワッフルコーン
外国人監督。対戦日がミー太郎の登板日でないことに腹を立て、選手らと共に乱闘を起こす。
落月（おちつき）
「球界一冷静」の異名を誇るが、ミー太郎の動きに惑わされてしまう。
大鰤（おおぶり）
No.271で登場。パセリーグ最強バッター。ヘルメットを飛ばすほどの大振りをする。
滑輝（なめてる）
No.474で登場。超スローボールを得意とする。
トルネードコーン
ホーバルズのマスコットキャラクター。

#### オリズシバッテラーズ（Bs）
今武（こんぶ）
監督。ミー太郎のかわいさを体感するため、自らが代打として出場した。
鯖山（さばやま）
二塁手。パセリーグの首位打者。
苫戸井 幕留（とまどい まくる）
タイヤーズの苫戸井選手の弟。21歳。兄の仇討ちを企てるもミー太郎の“魔球”に惑わされ、打ち取られた。
サバ・ザ・バット
バッテラーズのマスコットキャラクター。

#### エビ天イーコロモズ（E）
大森（おおもり）
監督。
エビファイター
イーコロモズのマスコットキャラクター。

#### ローストマローンズ（M）
甘栗（あまぐり）
監督。
底田
投手。アンダースローのフォームからミー太郎より低いリリースポイントで球が放たれる「サブマリン投法」が武器。通称"そこたん"。
真臼（まうす）
スイッチヒッター。ヘルメットを被るとネズミに似ているためミー太郎の投球が崩れやすい。
三新（みにい）
No.478で登場。
ブラウンシュガー
甘いマスクの外国人選手。
佐藤（さとう）
投手。
天海（あまみ）
主砲。
クリボー
マローンズのマスコットキャラクター。

#### セイビライセンス（L）
増締（ましじめ）
監督。背番号は「99」。
須古原（すこはら）
先乗りスコアラー。ミー太郎の情報を収集する。
三一 太郎（みい たろう）
No.487で登場。通称ミーちゃん。背番号は「31」。
パワーレンチー
ライセンスのマスコットキャラクター。

#### 一本ハナサイターズ（Is）
水指（みずさし）
監督。
左文字
投手。左投げ。
右京
投手。右投げ。
大仁田（おおにた）
No.475で登場。投打二刀流のスター選手。背番号は「22」。
宮本 六三四（みやもと むさし）
No.475で登場。バット二刀流に挑戦する。背番号は「634」。
Mr.フラワー
サイターズのマスコットキャラクター。

### WBG（ワールドベースボールゲームズ）
佐村井（さむらい）
日本代表「サムライジャパン」の監督。
カスラセネーヨ
初戦の日本の対戦相手となった、ドミニク共和国代表の投手。最速168km/h。
プライド
決勝戦の日本の対戦相手となった、アメリカ合衆国代表の主砲。

### 山田家
山田ユキ（ユキちゃん）
ミー太郎の飼い主で16歳の女子高生。東京都文京区在住。兄から教わった野球をミー太郎へ教えた張本人であり、試合の日は自転車の前かごに猫ケージを入れて野球場まで送り迎えする。
ユキちゃんの兄
18歳。ユキちゃんへ父から教わった野球を教えた。
ユキちゃんの父
大の野球ファン。元々ユキちゃんの兄へ野球を教え、それが回り回ってミー太郎に受け継がれている。普段は寿司屋「太郎寿司」の板前として働き、帰宅の際には店で余ったマグロの切り落としなどをミー太郎へのお土産で渡すことがある。
ユキちゃんの母
山田マキ子。野球は余り詳しくない。またミー太郎の意思を汲み取るのが苦手である。
ユキちゃんの祖父
ユキちゃんの父と同じく寿司屋の板前。ニャイアンツが勝利した日は、客全員に特製の大トロ握りをサービスすることが恒例となっている。

### 審判員
加藤
塁審。猫を飼っており、飼い主の立場と視点で的確なアドバイスを出す。
大越（おおこえ）
球審。ストライク、ファウル、フォアボールのコールは大声を出す。その大声はマウンド上のミー太郎も飛び跳ねるほど。
笹八木（ささやき）
球審。大越と対照的に寡黙な人物。コールはほとんど人には聞こえない。
阿豆田（あまめだ）
球審。No.430で登場。きわどい球は甘めにストライクとする。
キュウ太くん（キュウたくん）
No.473で登場。交流戦限定でテスト導入されたAIロボット球審。ミー太郎に嫌われて破壊され故障したが、猫が最も好む声に改良されて復帰した交流戦最終戦では、ミー太郎に気に入られた（No.488）。

### その他の人物
しげさん
雑誌「スポーツ・プロ」のライター。47歳。特集を行うため、ミー太郎へ3ヶ月の長期に渡り密着取材を行った。
打茂斉（たもざい）
スポーツメーカー「MAXスポーツ」のバット職人。安打を打つことを強く希望したミー太郎へ向け、特注のバットを作成する。
最強技研（さいきょうぎけん）
ピッチングマシンメーカー。170km/hの投球が可能なマシンを提供。
近所のおじいさんとおばあさん
ミー太郎がオフの日に“変装”して訪れる家の家主とその妻。
田端
「月刊スポーツ」の記者。練習場へ迷い込んだミー太郎に似ている野良猫に対し、ミー太郎と勘違いしてインタビューを始めてしまう。
熱井蔵 央令（あついぞう おれ）
スポーツ番組「プロスポ」の司会者。
逸萌（いつも） えみ
スポーツ番組「プロスポ」のリポーター。
擦合亭 知縁児（すりあうてい ちえんじ）
球場落語家。ニャイアンツのサブマネージャーのいとこ。
圧目田（あつめた）
ファウルボールをたくさん集めるニャイアンツファンの観客。No.430で登場。
森上（もりあげ）
実況アナウンサー。No.551で登場。
執増 塁（とります るい）
カメラマン。No.556で登場。出塁時のミー太郎を撮影した、ミー太郎ファースト写真集「まいにちポカポカ ベース日和」を出版した。そのテーマは「ベースと野球選手の心温まるふれあい」。

## 野球チーム
| [ 18 ]        |                |              |        | 監督               | ※ | マスコット              |
| ------------- | -------------- | ------------ | ------ | ------------------ | - | ----------------------- |
| セロ・ リーグ | ヨリウミ       | ニャイアンツ | （N）  | 井狩監督           | E | ニャッピー / ニャンシー |
| セロ・ リーグ | シマシマ       | ケープ       | （C）  | 縦嶋監督           | W | シマさん                |
| セロ・ リーグ | 浜辺           | ベニスターズ | （B）  | "智将" 白波監督    | E | ザ・スター              |
| セロ・ リーグ | ハヤイゾ       | タイヤーズ   | （H）  | 短木監督           | W | Mr.タイヤん             |
| セロ・ リーグ | 中辛           | ダイコンズ   | （CD） | 卸金監督           | W | ダイナマイコン          |
| セロ・ リーグ | ヤキトリ       | スズメーズ   | （S）  | 鳥川監督           | E | スズの助                |
| パセ・ リーグ | ソフトクリーム | ホーバルス   | （Sh） | ワッフルコーン監督 | W | トルネードコーン        |
| パセ・ リーグ | オリズシ       | バッテラーズ | （Bs） | 今武監督           | W | サバ・ザ・バット        |
| パセ・ リーグ | エビ天         | イーコロモズ | （E）  | 大森監督           | E | エビファイター          |
| パセ・ リーグ | ロースト       | マローンズ   | （M）  | "仏の" 甘栗監督    | E | クリボー                |
| パセ・ リーグ | セイビ         | ライセンス   | （L）  | 増締監督           | E | パワーレンチー          |
| パセ・ リーグ | 一本ハナ       | サイターズ   | （Is） | "策士" 水指監督    | E | Mr.フラワー             |

- ※：二軍。東エリアの7チームが「メエ〜スタンリーグ」、西エリアの5チームが「モ〜スタンリーグ」[19][20]。

## 書籍

### 漫画
- そにしけんじ 『猫ピッチャー』 中央公論新社、既刊17巻（2024年9月現在）
  1. 2014年02月10日刊行 ISBN 978-4-12-004328-4
  2. 2014年09月10日刊行 ISBN 978-4-12-004644-5
  3. 2015年05月10日刊行 ISBN 978-4-12-004721-3
  4. 2016年02月10日刊行 ISBN 978-4-12-004791-6 / （特別版） ISBN 978-4-12-004792-3
  5. 2016年09月08日刊行 ISBN 978-4-12-004884-5
  6. 2017年05月09日刊行 ISBN 978-4-12-004979-8
  7. 2018年02月07日刊行 ISBN 978-4-12-005044-2
  8. 2018年09月10日刊行 ISBN 978-4-12-005116-6
  9. 2019年05月09日刊行 ISBN 978-4-12-005191-3
  10. 2020年02月07日刊行 ISBN 978-4-12-005268-2
  11. 2020年09月10日刊行 ISBN 978-4-12-005332-0
  12. 2021年05月10日刊行 ISBN 978-4-12-005433-4
  13. 2022年02月09日刊行 ISBN 978-4-12-005500-3
  14. 2022年09月08日刊行 ISBN 978-4-12-005567-6
  15. 2023年04月07日刊行 ISBN 978-4-12-005649-9
  16. 2024年02月09日刊行 ISBN 978-4-12-005743-4
  17. 2024年09月06日刊行 ISBN 978-4-12-005825-7
- 『猫ピッチャー外伝 勇者ミー太郎の大冒険』 中央公論新社、既刊3巻（2022年4月現在）
  1. 2017年07月20日発売 ISBN 978-4-12-004996-5
  2. 2019年10月08日発売 ISBN 978-4-12-005238-5
  3. 2022年04月07日発売（猫旅編） ISBN 978-4-12-005528-7

### ファンブック
- 『猫ピッチャー ミーちゃんブック』 中央公論新社、全1冊、2015年06月25日発売 ISBN 978-4-12-004737-4
- 『e-MOOK 猫ピッチャー』 宝島社ブランドムック、全1冊、2015年07月28日発売 ISBN 978-4-80-024187-0

### 小説
- 著：江橋よしのり、原作・カバーイラスト：そにしけんじ、挿絵：あさだみほ 『おはなし 猫ピッチャー』 小学館ジュニア文庫、既刊2巻（2018年1月現在）
  1. ミー太郎、ニューヨークへ行く!の巻 2017年02月22日発売 ISBN 978-4-09-231149-7
  2. 空飛ぶマグロと時間を奪われたこどもたちの巻 2018年01月24日発売 ISBN 978-4-09-231208-1

### その他
- 『猫ピッチャーのミラクル英会話』 中央公論新社、全1冊、2018年08月09日発売 ISBN 978-4-12-005106-7

## テレビアニメ
BS日テレの『〜おねだりエンタメ!〜はぴ★ぷれ』（土曜23:30）内のアニメコーナーとして2014年5月3日より9月27日まで放送。その後BS日テレの『わんニャン倶楽部〜動物と楽しく暮らそう〜』（火曜20:00）内のアニメコーナーとして2014年10月7日より2017年3月28日まで放送（本放送自体は2016年3月29日をもって終了したため、以降は再放送。2015年3月31日より、アニメコーナーが同番組末尾から中盤へ変更された）。基本的に原作に忠実な形でアニメ化されている。最後にコミック版と同様に「一言野球用語」として野球用語の説明が行われる。
2017年8月6日より、独立した5分アニメとしてBS日テレにて放送開始。

### スタッフ
- CV：しまおまほ、宮崎吐夢、田尻浩章、中島ヨシキ、三宅貴大、高橋李依
- FLASHアニメーション：カワカミヤスコ
- 音楽：YUPPA
- 制作プロダクション：ODDJOB
- 製作著作：BS日テレ、読売新聞社

### 放送リスト
| 放送日        | 話数 | 野球用語             | 備考 |
| ------------- | ---- | -------------------- | ---- |
| 2014年5月3日  | 1    | ピッチャー           |      |
| 2014年5月17日 | 2    | デーゲーム           |      |
| 2014年5月31日 | 3    | ストライク           |      |
| 2014年6月14日 | 4    | フォークボール       |      |
| 2014年6月28日 | 5    | ベースボールキャップ |      |
| 2014年7月13日 | 6    | 背番号               |      |
| 2014年7月26日 | 7    | 年俸                 |      |
| 2014年8月9日  | 8    | ストライクゾーン     |      |
| 2014年8月23日 | 9    | 先発                 |      |
| 2014年9月6日  | 10   | ベンチ               |      |
| 2014年9月27日 | 11   | マッサージ           |      |

| 放送日         | 話数 | 野球用語                          | 備考           |
| -------------- | ---- | --------------------------------- | -------------- |
| 2014年10月7日  | 1    | ピッチャー                        | アンコール放送 |
| 2014年10月14日 | 12   | けん制球                          |                |
| 2014年10月21日 | 13   | 魔球                              |                |
| 2014年10月28日 | 14   | グラブ                            |                |
| 2014年11月4日  | 15   | ローテーション                    |                |
| 2014年11月11日 | 16   | 遠征                              |                |
| 2014年11月18日 | 17   | パーフェクトゲーム                |                |
| 2014年11月25日 | 18   | ベース                            |                |
| 2014年12月2日  | 19   | 塁審                              |                |
| 2014年12月9日  | 20   | アイシング                        |                |
| 2014年12月16日 | 2    | デーゲーム                        | アンコール放送 |
| 2014年12月23日 | 21   | ピッチャーマウンド                |                |
| 2015年1月6日   | 22   | 完投                              |                |
| 2015年1月13日  | 23   | サイン                            |                |
| 2015年1月20日  | 24   | ホームラン                        |                |
| 2015年1月27日  | 25   | オーナー                          |                |
| 2015年2月3日   | 26   | バント                            |                |
| 2015年2月10日  | 27   | カーブ                            |                |
| 2015年2月17日  | 28   | チェンジ                          |                |
| 2015年2月24日  | 29   | ジャストミート                    |                |
| 2015年3月3日   | 30   | バット                            |                |
| 2015年3月10日  | 31   | ファン                            |                |
| 2015年3月17日  | 3    | ストライク                        | アンコール放送 |
| 2015年3月24日  | 4    | フォークボール                    | アンコール放送 |
| 2015年3月31日  | 32   | ジャイロ                          |                |
| 2015年4月7日   | 33   | 逆転サヨナラ                      |                |
| 2015年4月28日  | 34   | 盗塁                              |                |
| 2015年5月5日   | 35   | バッテリー                        |                |
| 2015年5月19日  | 36   | 2015年4月28日、東京ドームの始球式 |                |
| 2015年6月9日   | 37   | サイン                            |                |
| 2015年6月16日  | 38   | フライ                            |                |
| 2015年6月23日  | 39   | 打線                              |                |
| 2015年7月4日   | 40   | スポーツドリンク                  |                |
| 2015年7月11日  | 41   | ピッチャープレート                |                |
| 2015年8月4日   | 42   | リード                            |                |
| 2015年8月25日  | 43   | ランニング                        |                |
| 2015年9月8日   | 44   | ボール                            |                |
| 2015年9月22日  | 20   | アイシング                        | アンコール放送 |
| 2015年9月29日  | 23   | サイン                            | アンコール放送 |

| 放送日         | 話数 | 野球用語             | 備考                                             |
| -------------- | ---- | -------------------- | ------------------------------------------------ |
| 2015年10月6日  | 1    | ピッチャー           | アンコール放送                                   |
| 2015年10月13日 | 2    | デーゲーム           | アンコール放送                                   |
| 2015年10月20日 | 3    | ストライク           | アンコール放送                                   |
| 2015年10月27日 | 4    | フォークボール       | アンコール放送。動物感謝デー、猫ピッチャーブース |
| 2015年11月3日  | 5    | ベースボールキャップ | アンコール放送                                   |
| 2015年11月10日 | 6    | 背番号               | アンコール放送                                   |
| 2015年11月17日 | 13   | 魔球                 | アンコール放送                                   |
| 2015年11月24日 | 7    | 年俸                 | アンコール放送                                   |
| 2015年12月1日  | 14   | グラブ               | アンコール放送                                   |
| 2015年12月15日 | 8    | ストライクゾーン     | アンコール放送                                   |
| 2015年12月22日 | 9    | 先発                 | アンコール放送                                   |
| 2016年1月12日  | 10   | ベンチ               | アンコール放送                                   |
| 2016年1月19日  | 16   | 遠征                 | アンコール放送                                   |
| 2016年1月26日  | 11   | マッサージ           | アンコール放送                                   |
| 2016年2月2日   | 45   | デッドボール         |                                                  |
| 2016年2月16日  | 46   | 控え選手             |                                                  |
| 2016年2月23日  | 47   | コントロール         |                                                  |
| 2016年3月1日   | 48   | 草野球               |                                                  |
| 2016年3月8日   | 49   | ナックルボール       |                                                  |
| 2016年3月22日  | 50   | ロッカールーム       |                                                  |
| 2016年3月29日  | 51   | ボーク               |                                                  |

| 放送日         | 話数 | 野球用語             | 備考           |
| -------------- | ---- | -------------------- | -------------- |
| 2017年8月6日   | 1    | ピッチャー           | アンコール放送 |
| 2017年8月13日  | 2    | デーゲーム           | アンコール放送 |
| 2017年8月20日  | 5    | ベースボールキャップ | アンコール放送 |
| 2017年8月27日  | 11   | マッサージ           | アンコール放送 |
| 2017年9月3日   | 13   | 魔球                 | アンコール放送 |
| 2017年9月10日  | 15   | ローテーション       | アンコール放送 |
| 2017年9月17日  | 20   | アイシング           | アンコール放送 |
| 2017年9月24日  | 22   | 完投                 | アンコール放送 |
| 2017年10月1日  | 24   | ホームラン           | アンコール放送 |
| 2017年10月8日  | 32   | ジャイロ             | アンコール放送 |
| 2017年10月15日 | 34   | 盗塁                 | アンコール放送 |
| 2017年10月22日 | 36   | ロージンバッグ       | アンコール放送 |
| 2017年10月29日 | 42   | リード               | アンコール放送 |